# 루이스 모건 (축구 선수)
루이스 앤서니 모건(영어: Lewis Anthony Morgan, 1996년 9월 30일 ~ )은 스코틀랜드의 프로 축구 선수로, 메이저 리그 사커의 뉴욕 레드불스와 스코틀랜드 국가대표팀에서 윙어로 활약하고 있다. 그는 과거 셀틱, 세인트 미렌, 선덜랜드, 인터 마이애미에서 활약한 바 있다. 그는 2018년 5월, 스코틀랜드 국가대표팀에서 첫 국제 경기에 출전했다.

## 구단 경력

### 세인트 미렌
모건은 레인저스 유소년 시스템에서 경력을 시작한 후 2013년 9월, 세인트 미렌과 2년 계약을 맺고 입단했다. 모건은 2014년 9월 27일, 스코티시 프리미어십에서 셀틱과의 홈 경기에서 2–1로 패한 경기에서 세인트 미렌 데뷔 전을 치렀다.
2015년 5월 14일, 모건은 계약을 2년 연장하여 2017년까지로 늘렸다. 이후 1군에 자리 잡은 모건은 2016년 8월, 추가로 1년 계약을 연장하며 2018년까지 구단에 잔류하게 되었다.

### 셀틱
2018년 1월 5일, 모건은 셀틱과 4년 반 계약을 체결하였으며, 곧바로 시즌 종료까지 세인트 미렌으로 임대되었다. 그는 세인트 미렌의 2017–18년 스코티시 챔피언십 우승과 승격 달성에 기여했다.

### 인터 마이애미
2020년 1월, 셀틱은 새로 창단된 메이저 리그 사커 클럽 인터 마이애미로부터 모건에 대한 이적 제안을 수락했다. 모건은 인터 마이애미와 3년 계약에 합의한 것으로 알려졌다. 그는 3월 1일, 로스앤젤레스 FC와의 인터 마이애미 창단 전에서 데뷔했으며, 이 경기는 0–1로 패했다. 2020년 9월 9일, 그는 애틀랜타 유나이티드와의 경기에서 두 골을 넣으며 팀의 2–1 승리를 이끌었다.

### 뉴욕 레드불스
2021년 12월 12일, 인터 마이애미는 모건을 뉴욕 레드불스로 트레이드하고 120만 달러의 할당금을 받았다. 2022년 2월 26일, 모건은 시즌 개막전에서 산호세 어스퀘이크스를 상대로 선발 출전하며 뉴욕 데뷔 전을 치렀고, 팀은 3–1로 승리했다. 2022년 3월 5일, 모건은 토론토 FC와의 경기에서 전반에 해트트릭을 기록하며 뉴욕의 4–1 승리를 이끌었고, 이 활약으로 2022년 시즌 2주차 MLS 이주의 선수로 선정되었다. 2022년 5월 28일, 모건은 D.C. 유나이티드를 상대로 환상적인 골을 넣으며 팀의 4–1 승리에 기여했다. 2022년 6월 22일에는 지역 라이벌 뉴욕 시티 FC와의 경기에서 선제골을 기록하며 팀의 3–0 승리와 2022년 U.S. 오픈컵 준결승 진출을 도왔다. 2022년 8월 27일, 그는 친정팀 인터 마이애미를 상대로 선제골을 넣으며 뉴욕의 3–1 승리를 이끌었다. 8월 31일, 그는 CF 몽레알과의 경기에서 결승골을 기록해 팀의 시즌 9번째 원정 승리를 달성하는 데 기여했다. 2022년 11월 18일, 모건은 뉴욕 레드불스의 2022년 시즌 팀 MVP로 선정되었다.
2023년 1월 13일, 모건은 뉴욕 레드불스와 3년 계약을 체결하여 2025년 시즌 종료까지 구단에 잔류하게 되었으며, 추가 1년 연장 옵션이 포함되었다. 그러나 2023년 시즌 동안 모건은 고관절 부상을 입어 수술을 받았고, 단 6경기 출전에 그쳤다.

## 국가대표팀 경력
2018년 5월, 알렉스 맥리시는 모건을 페루와 멕시코를 상대로 한 친선 경기를 위한 스코틀랜드 국가대표팀에 소집했다. 그는 2018년 5월 29일, 페루에게 2–0으로 패한 경기에서 스코틀랜드 데뷔 전을 치렀다.
모건은 2024년 6월, UEFA 유로 2024를 앞두고 스코틀랜드 국가대표팀에 다시 소집되었다. 그는 조별 리그 헝가리와의 경기에서 주장 앤드루 로버트슨을 대신해 89분에 교체 출전하며 대회에서 한 차례 출전했다. 스코틀랜드는 세 경기에서 승점 1점을 기록하며 A조 최하위로 대회를 마쳤다.